# 津江光洋
津江 光洋（つえ みつひろ、1961年 - ）は、日本の工学者。東京大学大学院工学系研究科教授航空宇宙工学専攻教授。日本燃焼学会会長。学位は工学博士（東京大学）。

## 経歴
大阪府立大学工学部助手を経て、1996年より東京大学大学院工学系研究科助教授。2007年、東京大学大学院工学系研究科教授。